# The Terror of Tiny Town
The Terror of Tiny Town est un western américain de série B réalisé par Sam Newfield, sorti en 1938.
Le film suit la trame d'un western classique, mais avec une distribution exclusivement composée de nains; les scénaristes ont intégré des gags tels que des cow-boys entrant dans le saloon local en passant sous les portes battantes, et des cow-boys nains galopant sur des poneys Shetland tout en attrapant des veaux au lasso. Ce film est considéré comme l'un des pires jamais réalisés. Lors de sa sortie les critiques étaient pourtant relativement positives.

## Fiche technique
- Réalisation : Sam Newfield
- Scénario : Fred Myton
- Producteur : Jed Buell
- Photographie : Mack Stengler
- Montage : Martin G. Cohn, Richard G. Wray
- Musique : Edward Kilenyi
- Production : Jed Buell Productions
- Distributeur : Columbia Pictures
- Durée : 62 minutes
- Date de sortie : 1er décembre 1938

## Distribution

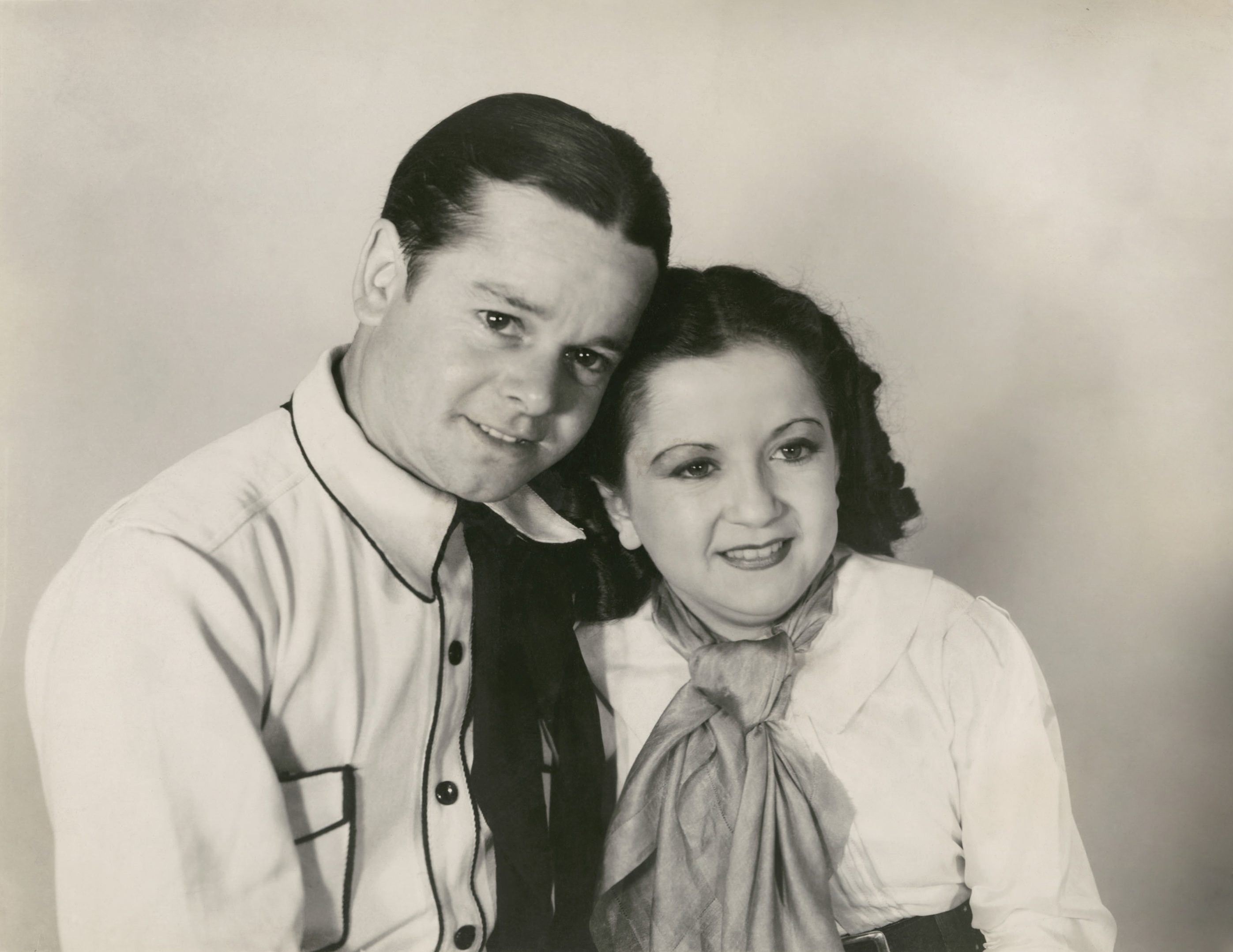
Billy Curtis et Yvonne Moray

- Billy Curtis : le héros (Buck Lawson)
- Yvonne Moray : la fille (Nancy Preston)
- Little Billy Rhodes : le méchant (Bat Haines)
- Billy Platt : le riche oncle (Jim 'Tex' Preston)
- John T. Bambury : le propriétaire du ranch (Pop Lawson)
- Joseph Herbst : le Sheriff
- Charlie Becker : The Cook (Otto)
- Nita Krebs : la Vamp (Nita)
- George Ministeri : The Blacksmith (Armstrong)
- Karl Karchy Kosiczky : le coiffeur (Sammy)
- Fern Formica : Diamond Dolly
- William H. O'Docharty : The Old Soak
- Jerry Maren (non crédité)
- Victor Wetter  (non crédité)

## Production
Le film a été distribué à deux reprises : d'abord de manière indépendante par Principal Pictures, la société du producteur Sol Lesser, en juillet 1938, puis à plus grande échelle par Columbia Pictures six mois plus tard. Les recettes au box-office furent si bonnes qu'en 1938, le producteur Jed Buell annonça dans le magazine Variety avoir conclu un accord avec Sol Lesser. Il prévoyait plusieurs séries de suites, avec un casting exclusivement composé de personnages de petite taille. Pour des raisons obscures, ces suites ne furent jamais produites.

## Critiques
La réputation du film repose principalement sur son scénario original et son titre ironique, certains spectateurs d'aujourd'hui le considérant comme un film « si mauvais qu'il en est bon ». Pourtant, lors de sa sortie en 1938, le film a reçu d'excellentes critiques, notamment pour son originalité. D'après Hollywood Spectator : « L'un des films les plus intéressants et agréablement divertissants que j'aie vus depuis bien longtemps… On ne rit pas de ces gentils petits personnages. On rit avec eux lorsqu'ils se pavanent, et évidemment avec appréciation de l'humour… un vrai plaisir, un régal cinématographique à ne pas manquer. ».

### Critiques contemporaines
L'auteur et critique de cinéma Leonard Maltin a attribué au film une étoile et demie sur quatre, le qualifiant d'« intrigue typique, mal exécutée ». TV Guide a attribué au film une étoile sur quatre, le qualifiant d'« une des idées les plus étranges jamais mises au cinéma ». Charles Tatum de eFilmCritic.com a attribué au film une étoile sur cinq, éreintant le jeu des acteurs, le scénario et les numéros musicaux du film ; déclarant que le film était « si court en divertissement ».